# 123
123（一百二十三）是122与124之间的自然数。

## 数学性质
- 第92個合數，正因數有1、3、41和123。前一個為122、下一個為124。
質因數分解為{\displaystyle 3\times 41}。
- 第93個虧數，真因數和為45，虧度為78。前一個為122、下一個為124。
- 第85個不尋常數，大於平方根的質因數為41。前一個為122、下一個為124。
- 第42個半質數。前一個為122、下一個為129。
- 第77個無平方數因數的數。前一個為122、下一個為127。
- 第53個十进制的等數位數。前一個為122、下一個為127。
- 它是一个奇数。

### 在數學中
- 第10個盧卡斯數
- 第3個42邊形數
- 在十进制中，如果將一個正整數的雙數數字的數目、單數數字的數目和該數字的數位這三個數並排成為一個新數，反覆進行這個步驟，最後得出來的數必然是123。例如：1043761369→4610→314→123；923571513171929→21315→145→123

## 在其它領域中
- 123是中華電信市話客服及障礙申告專線，也是韓國電力公社的報告電力故障的熱線電話。
- 日本航空123號班機墜毀事件：1985年8月12日在日本群馬縣發生的空難。
- Lotus 1-2-3：在DOS時代廣為使用的電子試算表軟體。
- 一二·三事件：1966年12月3日在澳門發生的警民衝突。
- 一二三自由日
- 香港女艺人甄咏珊的昵称